# Бондаревский сельский совет (Кременчугский район)
Бондаревский сельский совет (укр. Бондарівська сільська рада) — упразднённая административная единица в составе Кременчугского района Полтавской области Украины.
Административный центр сельского совета находился в с. Бондари.

## Населённые пункты совета
- с. Бондари
- с. Василенки
- с. Зарудье
- с. Остапцы
- с. Ревовка